# ローバー・600
600は、イギリスのローバー・グループが1993年から1999年まで販売していた乗用車である。

## 概要
1993年4月にローバー・800とローバー・400の間を埋めるべくしてデビューしたDセグメントカーである。サイズ的にはミドルクラスといわれるもので、メルセデス・ベンツ・CクラスやBMW・3シリーズ、アウディA4、オペル・ベクトラなどをライバルとする。
リチャード・ウーリーが手がけたボディデザインは、空力特性Cd値=0.31を達成し、英国車らしい雰囲気を感じられるもので1994年のブリティッシュデザインアワードを受賞した。一部メカニズムを、開発当時提携関係にあったホンダの欧州市場向けホンダ・アコード（日本名アスコットイノーバ）と共有しており、日本国内に正規輸入されたモデルは全てホンダが設計したエンジンを搭載していた。エンジンの生産は英国スウィンドン工場で行われSOHC 16バルブ 2.0L ホンダ・F20Z1型、DOHC 16バルブ 2.3L ホンダ・H23A3型ガソリンエンジンが用意され、のちにSOHC 16バルブ 1.8L ホンダ・F18A3型ガソリンエンジンが加わった。全車4気筒であるが、ピストン上下運動をマイナス振動で打ち消すツインバランサーシャフトと、電子制御油圧エンジンマウントを搭載し、振動対策をしていた。
600に搭載されたホンダ製ガソリンエンジンは、日本国内のホンダ車用とは末番号が異なり、同系の物とは細部が異なる。
特に上級の623SLiに搭載のH23A3エンジンは、当時のホンダエンジンラインアップから見ても4気筒のフラッグシップシリーズにあたるもので、カーボンファイバーと酸化アルミニウム繊維を混合したFRM素材のシリンダーライナーを採用し、ピストン側にも亜鉛メッキを施し、排気系も4-2集合エキゾーストマニホールドとするなど細部にわたってチューンが行われている 。
また、日本未投入であったがDOHC16バルブ 2.0LのローバーTシリーズガソリンターボエンジンを搭載した「620Ti」や、2.0Lの自社製直噴ディーゼルターボエンジンを搭載した「620SDi」も追加された。「620Ti」は最高速度230km/hとされている。
サスペンションは、前後ともにダンパーとスプリングを別個に配してショック吸収のみに使用できる、ダブルウィッシュボーンが採用されていた。

## 日本仕様
ローバージャパンが1994年11月から販売を開始し、当初2.0Lの「620SLi」と2.3Lの「623Sli」が発売された。94年4月に行われたローバージャパンのフェアプレー政策の影響もあって、販売価格が輸入車としては比較的安価であったこともあり、英国製乗用車としては異例の発売開始1か月で約1,000台の受注を得た。その後、布シートを採用した1.8Lの廉価版「618Si」も追加された。変速機はすべて4速ATであった。

## 後継車種
1998年に生産中止され、1999年にローバー・800と統合された後継車「ローバー・75」が発売された。

## その他
- ダイアナ (プリンセス・オブ・ウェールズ)が、私用車として使用していた。